# Comme des bêtes 2
Série
Comme des bêtes
(2016)
Pour plus de détails, voir Fiche technique et Distribution.
Comme des bêtes 2 (The Secret Life of Pets 2) est un film d'animation américain en images de synthèse réalisé par Chris Renaud, sorti en 2019. Il s'agit de la suite de Comme des bêtes sorti en 2016.
Le film débute alors que Katie, la propriétaire de Max et Duke, s'est mariée et a accouché d'un bébé. Débutent alors pour les animaux d’incroyables péripéties pour surveiller l'enfant des potentiels dangers de la vie. Pour ce faire, ils seront épaulés par le petit lapin mignon Snowball, qui s'est découvert un alter ego : le super-héros Capitaine Pompon. Au cours de ces péripéties, ils tenteront également de trouver la bonne cachette pour un certain Hu, recherché par un patron de cirque sans scrupules. Mais c'est sans tenir compte des autres potentiels dangers que Hu peut représenter pour la population car, comme son nom l'indique, en chinois, Hu est un... tigre !
Le film est un succès, obtient des critiques généralement positives, tout en accumulant plus de 432 millions de dollars de recettes mondiales,,.
En France, il obtient également un succès relatif, bien que plus modéré que son prédécesseur, en démarrant à la 1re place du box-office, tout en récoltant des critiques généralement positives,,,,.

## Synopsis
Quelque temps après les événements du premier film, la propriétaire de Max et Duke, Katie, rencontre et épouse un homme nommé Chuck. Tous les deux ont un fils, Liam, bien que Max avait du mal à apprécier sa compagnie au début. Mais les sentiments surprotecteurs de Max pour Liam au fil de sa croissance se développent en une démangeaison. Cela incite Katie à lui mettre une collerette de chien à la suite d'une visite chez le vétérinaire dans le but d'abaisser ses symptômes. Mais Max ne peut s’empêcher d’être inquiet pour Liam, surtout lorsqu’il apprend qu’il va bientôt intégrer l'école maternelle. La chance de Max change lorsque Duke révèle que toute la famille part en vacances à la campagne chez l'oncle de Chuck.
Lorsqu'ils arrivent à la ferme, Max comme Duke ne sont pas très habitués aux habitudes de la ferme. Les deux chiens rencontrent Rico, le chien de berger gallois de la ferme. Lors d'une discussion avec Max sur ses craintes envers son jeune humain, Rico lui conseille de se remettre de ses insécurités à propos de Liam parce qu'il n’en a pas autant besoin qu'il ne le prétend. À la suite de cette discussion, il l’aide à retirer sa collerette. Après un incident avec les moutons de la ferme en essayant de surpasser Rico, ce dernier emmène Max trouver Cotton, l'un des moutons qui s'est enfui. Rico conseille à Max d’agir sans peur pour sauver Cotton d'un arbre qui s’apprête à tomber d’une falaise. Cet encouragement permet à Max de le sauver, ce qui mérite le respect de Rico. Avant le départ de Max, Rico lui remet un de ses bandana en souvenir.
Avant de partir en vacances, Max a confié son jouet préféré, Bizz Abeille, à Gidget. Cependant, Gidget perd Bizz Abeille dans un appartement infesté de chats appartenant à une vieille dame de chat. Grâce à Chloé (elle-même un chat), elle parvient à se déguiser et à adopter des comportements "félins" afin de se faufiler plus facilement dans l'appartement. Puis, avec l'aide de Norman (le cochon d'Inde), elle récupère Bizz Abeille non sans mal et est involontairement saluée comme la "reine des chats" pour avoir réussi à attraper le "point rouge" (un laser rouge qui devait servir de distraction durant sa phase d'intervention pour récupérer le jouet).
Pendant ce temps, Pompon, qui rêve d'être un super-héros parce que sa propriétaire Molly, est intéressé. Il rencontre le Shih Tzu Daisy, qui explique qu'elle a besoin d'aide pour sauver Hu, un tigre blanc qu'elle a rencontré dans un avion. Hu est retenu captif par un propriétaire de cirque violent nommé Sergei qui le maltraite pour faire un numéro (et semble l'avoir ramené de manière illégale de Chine, le pays d'où vient le petit tigre). Daisy et Pompon se faufilent dans le cirque, et malgré la meute de loups noirs de Sergei, ils parviennent à libérer Hu. Cependant, pendant l'évasion, Daisy perd sa pince à fleurs, que les loups utilisent pour la traquer grâce à leur flair.
Daisy et Pompon cherchent un endroit pour cacher Hu à la vue de Sergei et décident de l’emmener d'abord dans l'appartement de Papi (qui semble avoir créer un club de scout avec des chiots du voisinage). Papi laisse à contrecœur Hu rester à la demande de ses chiots, mais après avoir détruit l'appartement, Hu est expulsé le lendemain. Lorsque Daisy débarque après avoir échappé aux loups de Sergei, Pompon décide alors de transférer Hu dans l'appartement de Max et Duke, au même moment où la famille revient de la ferme. Mais alors que la situation devient tendue entre les deux chiens et le pain sur le sort du petit tigre, Sergei et ses loups traquent Daisy et la capturent, elle et Hu. Sergei, ne voulant aucun témoin, s'échappe dans un train. Pompon, Max et Norman le poursuivent via une voiture télécommandée et contactent Gidget pour obtenir son aide et celle de leurs amis à quatre pattes. Gidget, Duke, Buddy, Mel, Chloe et la tribu de chats emmènent leur propriétaire dans sa voiture, à la poursuite du train.
Après avoir réussi à grimper dans le train, Pompon et Max se retrouvent séparés après que le lapin soit tombé dans un wagon par le toit. Max se retrouve cependant poursuivi par les loups de Sergei, mais parvient à les faire sortir du train en détachant de la marchandise retenue par des attaches. De son côté, Pompon retrouve Daisy, coincée dans un canon, et affronte le singe de compagnie de Sergei (dont le wagon se révèle être le sien). Au cours d'un combat entre les deux animaux, Pompon parvient à attirer le singe dans le canon avec l'aide de Daisy (qui s'était entretemps libéré) et envoie le singe de compagnie de Sergei hors du train. Le singe atterrit cependant sur Max, le faisant tomber du train. Max, utilisant sa nouvelle bravoure, parvient à rejoindre à nouveau le train en sautant depuis le haut d'un tunnel ; se retrouvant dans la locomotive où se trouve Hu et Sergei, et vite rejoint par Pompon et Daisy, les animaux ne font aucun quartier à Sergei tandis que le conducteur stoppe le train par peur. Profitant de l'arrêt du train pour s'échapper, Sergei les retient cette fois sous la menace d'une arme à feu. Ils sont sauvés juste à temps par Gidget et le reste des animaux de compagnie qui assomment Sergei avec la voiture de la dame aux chats et offrent aux animaux un retour à la maison.
La vie reprend normalement où presque. Hu trouve une nouvelle maison avec la dame aux chats. Pompon joue les fées-princesses depuis que Molly a changé d’intérêt, et Max accompagne Liam à l'école maternelle, ne s'inquiétant plus pour lui.

## Fiche technique
Sauf indication contraire, les informations mentionnées dans cette section peuvent être confirmées par la base de données cinématographiques IMDb,  présente dans la section « Liens externes ».
- Titre original : The Secret Life of Pets 2
- Titre français et québécois : Comme des bêtes 2
- Réalisation : Chris Renaud
- Scénario : Brian Lynch
- Décors : Colin Stimpson
- Montage : Tiffany Hillkurtz
- Musique : Alexandre Desplat[11]
- Production : Christopher Meledandri et Janet Healy
  - Production associée : Robert Taylor
  - Production déléguée : Brett Hoffman
  - Coproduction : Christelle Balcon
- Société de production : Illumination Entertainment
- Société de distribution : Universal Pictures
- Budget : 80 000 000 $[4]
- Pays :  États-Unis,  France et  Japon
- Langue originale : anglais
- Format : couleur - 35 mm - 1,85:1 - son Dolby Digital / Dolby Surround 7.1 / Dolby Atmos / DTS:X / SDDS / Auro 11.1 (en)
- Genre : Animation, aventure et comédie
- Durée : 86 minutes
- Dates de sortie :
  - États-Unis : 7 juin 2019[1]
  - France : 31 juillet 2019[12]

## Distribution

### Voix originales
- Patton Oswalt : Max, un Jack Russell terrier
- Eric Stonestreet : Duke, un Terre-neuve
- Kevin Hart : Snowball, un lapin nain
- Jenny Slate : Gidget, une chienne spitz nain
- Tiffany Haddish : Daisy, un shih tzu
- Lake Bell : Chloé, une chatte
- Nick Kroll : Sergei, le propriétaire du cirque
- Dana Carvey : Pops, un basset hound
- Ellie Kemper : Katie, la propriétaire de Max et Duke
- Chris Renaud : Norman, un cochon d'Inde
- Hannibal Buress : Buddy, un teckel
- Bobby Moynihan : Mel, un carlin
- Harrison Ford : Rico, un berger gallois (en)
- Pete Holmes : Chuck, le copain de Katie
- Tara Strong : Sweetpea, une perruche ondulée
  - Pickles, un jeune bouledogue élève de Pops
  - Liam bébé
- Meredith Salenger : la vieille dame aux chats
- Kiely Renaud : Molly, la maîtresse de Snowball
- Michael Beattie : le chef des loups
  - un chat maigre chez le vétérinaire
- Henry Lynch : Liam, le fils de Katie et Chuck
- Jessica DiCicco : Princesse, un jeune caniche élève de Pops
  - Tiny, un jeune basset hound élève de Pops
- Garth Jennings : un hamster
  - un loup
- John Kassir : Hu, un tigre blanc
  - le singe de Sergei
  - un loup
- Sean Giambrone (en) : Cotton, un agneau
- Scott Menville : le père de Molly
  - un chien dans une voiture
- Laraine Newman : une vache
  - la maîtresse de Chloe
  - une lapine
- Fred Tatasciore : l'oncle de Chuck

### Voix françaises
- Philippe Lacheau : Max, un Jack Russell terrier
- Willy Rovelli : Pompon, un lapin nain
- Julien Arruti : Duke, un bâtard
- Élodie Fontan : Chloé, une chatte
- Tarek Boudali : Sergeï
- Karine Le Marchand : la vache
- Dorothée Pousséo : Gidget, la chienne blanche amie de Max
- Corinne Wellong : Daisy, un shih tzu
- Jean-Pierre Gernez : Papy
- Rachel Arditi : Katie, la propriétaire de Max et Duke
- Laurent Morteau : Norman
- Jean-Baptiste Anoumon : Buddy, un teckel
- Charles Pestel : Mel, un carlin
- Alain Dorval : Rico, un berger gallois (en)
- Niels Hamel-Brochen : Liam
- Sacha Petronijevic : Chuck, le copain de Katie
- Kaycie Chase : Molly
- Stéphane Ronchewski : le chat chez le vétérinaire
- Alban Lenoir : le chien chez le vétérinaire
- Romain Lancry : Coton

 Source et légende : version française (VF) sur Allociné

### Voix québécoises
- Antoine Durand : Max
- Olivier Visentin : Duke
- Hugolin Chevrette-Landesque : Snowball
- Sarah-Jeanne Labrosse : Gidget
- Pascale Montreuil : Daisy
- Marika Lhoumeau : Chloé
- Benoît Brière : Sergeï
- Denys Paris : Pops
- Normand D'Amour : Rooster
- Éric Bruneau : Buddy
- Jean-François Beaupré : Mel
- Gabriel Lessard : Coton
- Frédéric Larose : Liam

 Source et légende : version québécoise (VQ) sur Doublage.qc.ca

## Production
Le 2 août 2016, Universal Pictures annonce une suite au film Comme des bêtes, à la suite de son succès au box-office, avec le retour de Chris Renaud à la réalisation et de Brian Lynch au scénario. En novembre 2017, il est révélé que Louis C.K. ne reprendra pas son rôle de Max après avoir été accusé et admis par la suite un comportement sexuel inapproprié envers cinq femmes.
En avril 2018, il est annoncé que Patton Oswalt remplace C.K. en tant que Max, tandis que le reste du casting du premier film reprennent leurs rôles. Parallèlement, Harrison Ford, Tiffany Haddish, Nick Kroll et Pete Holmes sont annoncés pour interpréter de nouveaux personnages.
La chanson du générique du doublage japonais s'intitule BREAKER, de Kaela Kimura, et est centrée sur le thème "sortir de sa coquille pour essayer de nouvelles choses",.
La Bande à Fifi (Philippe Lacheau, Tarek Boudali, Julien Arruti, Elodie Fontan) a participé au doublage français (il n'y avait que Philippe Lacheau sur le premier film).

## Sortie
Lors de l'annonce de Comme des bêtes 2, en août 2016, le film devait sortir le 13 juillet 2018 aux États-Unis. Le 25 janvier 2017, Universal Pictures reporte la date de sortie du film d'une année au 3 juillet 2019. Finalement, sept mois plus tard, Comme des bêtes 2 est avancé d'un mois pour le 7 juin 2019.

## Accueil

### Box office
Le film est un succès dans le monde en accumulant plus de 432 millions de dollars de recettes,,, malgré une baisse assez importante par rapport à son prédécesseur qui a rapporté plus de 875 millions de dollars.
En France, le film obtient un succès relatif avec un peu moins de 2 millions d'entrées, score, à l'instar de l'échelle mondiale, plus bas que celui du premier film ayant obtenu plus 3,9 millions d'entrées.

### Critiques
Le film reçoit de bons retours, avec une note moyenne de 3.2 sur AlloCiné.
Pour Première, « Comme des bêtes 2 ne révolutionne pas l’animation, que ce soit en termes de récit ou de technique. Mais il s’impose comme un parfait divertissement familial que chaque génération pourra savourer avec son propre niveau de lecture. ».